# Genista ifniensis
Genista ifniensis är en ärtväxtart som beskrevs av Arturo Caballero. Genista ifniensis ingår i släktet ginster, och familjen ärtväxter. Inga underarter finns listade i Catalogue of Life.